# Naviundu
Naviundu eller Nafiundu är ett vattendrag i Kongo-Kinshasa, ett biflöde till Kafubu. Det rinner genom staden Lubumbashi i provinsen Haut-Katanga, i den södra delen av landet, 1 600 km sydost om huvudstaden Kinshasa.